# ジェイアールアトリス
株式会社ジェイアールアトリスは、かつて秋田県秋田市に本社を置いていた東日本旅客鉄道（JR東日本）の連結子会社である。JR東日本秋田支社管内で、駅業務の委託の他、販売業などを行っていた。アトリスは「Akita Total Life Service」の略である。現在のJR東日本東北総合サービス（通称：LiViT／リビット）秋田支店にあたる。

## 概要
1996年4月1日、翌年の秋田新幹線の開業を機に角館駅に近接し開業を予定していたフォルクローロ角館、田沢湖畔にオープン予定のハーブ園「田沢湖ハーブガーデン ハートハーブ」利用客の宿泊を狙って開業を予定していたファミリーオ田沢湖の整備運営や、コンビニエンスストアなどの直営店舗のほかコインロッカーの管理に加えて、広告代理業などを手掛けることを目的に設立された。のちにJR東日本秋田支社管内の数駅の業務委託も受けていた。
2015年7月1日にJR東日本のグループ再編に伴い、不動産賃貸事業の一部については会社分割（吸収分割）により秋田ステーションビルに移管、ジェイアールアトリスに残る事業（駅業務受託・構内の各事業等）についてはJR東日本東北総合サービスに吸収合併された。

## 業務内容
- JR東日本秋田支社管内の業務受託
  - 十文字駅
  - 大曲駅新幹線乗換口
  - 秋田駅新幹線乗換口
  - 二ツ井駅
  - 川部駅（弘前ステーションビルから移管）
  - 津軽新城駅（弘前ステーションビルから移管）
  - 船越駅
  - 岩館駅
  - 鰺ケ沢駅（弘前ステーションビルから移管）
  - 板柳駅（弘前ステーションビルから移管）
  - 新屋駅
  - 羽後牛島駅

- 駅構内売店の運営
  - トラベル秋田（秋田駅新幹線ホーム　現：NewDaysミニ秋田幹線ホーム） - 後にNewDaysに転換され現在のJR東日本クロスステーションが継承、当社の運営ではなくなった。

- コンビニエンスストアの運営
  - NEWDAYSぽぽろーど店
  - NEWDAYS角館店
  - NEWDAYS大館店 - 大館駅で重複していた待合室の旧キヨスク売店は、2010年3月10日に営業終了。

- ホテルの運営
  - ホテルフォルクローロ角館
  - ファミリーオ田沢湖 - 2007年10月28日付で当社が運営から撤退、妙乃湯が「田沢湖畔ホテルイスキア」にリブランドして運営、2012年に営業終了。

- スーパーマーケットの運営
  - 秋田生鮮市場保戸野店
  - 秋田生鮮市場土崎店（現：生鮮いちばん土崎店） -  1998年から営業していたが、2012年6月30日をもって当社による運営を終了[3][4]。

- その他の事業
  - 印刷サービス（こまちメディアサービス）
  - 駅構内の清掃
  - JR用地の管理
  - 社員研修業務

## 事務所
- 秋田用地管理事務所（羽後牛島駅本屋）
  - 浪岡派出
- 津軽地区管理事務所（藤崎駅）